# Popovnjak
Popovnjak (em cirílico: Поповњак) é uma vila da Sérvia localizada no município de Despotovac, pertencente ao distrito de Pomoravlje, na região de Resava. A sua população era de 300 habitantes segundo o censo de 2011.

## Demografia
| 1948 | 1953 | 1961 | 1971 | 1981 | 1991 | 2002 | 2011 |
| ---- | ---- | ---- | ---- | ---- | ---- | ---- | ---- |
| 509  | 531  | 524  | 495  | 468  | 409  | 337  | 300  |